# 永康市图书馆
永康市图书馆（又称永康图书馆，前称永康县图书馆，有时简称永图）是一座位于中华人民共和国浙江省金华永康市的县级公共图书馆，也是全永康市的地方文献收藏中心和图书借阅中心。该馆是永康市文化和广电旅游体育局的下属单位，也是文化和旅游部评定的国家一级图书馆。该馆馆舍位于永康市紫微中路138号，是永康市的标志性建筑之一，建筑占地1,980平方米，建筑面积8,453平方米。
永康市图书馆的前身是永康县民众教育馆，它成立于1929年5月。1978年1月17日，永康县图书馆正式成立。1992年10月永康撤县设市后图书馆一并改名。该馆承办过“永康市全民阅读节”等活动，开设有一家未成年人网吧。永康市科普中心也设在馆内。该馆对三级图书馆服务网的建设，曾获得专门报道，并获得当地政府专门拨款，开创农村图书管理员享受国家工资补贴待遇的先河。中国五金科技图书馆是该馆和浙江图书馆合办的分馆。
2007年，该馆新馆舍开馆，与紫微公园和永康市博物馆相邻，坐落于永康市中心，是永康市最大的现代文化建设工程之一，也是永康市的标志性建筑之一。

## 历史

### 近现代前身（1929年－1977年）
民国二年（1913年），永康县议会通过了筹办图书馆议决案，并开始执行。该议决案明确该图书馆的性质是县立图书馆，由县里筹办经费，是一个搜集古今中外图书记录、为社会一般士庶提供阅览参考服务的场所；并明确了图书的收藏范围和种类，规定了借阅和阅览的规则。计划的馆舍位于尊经阁（现文化馆附近）。然而该议决案最后未执行下去，县立图书馆也未能办成。后到1929年5月，永康县民众教育馆（简称永康县民教馆）成立，负责的工作中包含图书工作。该馆有藏书数千册，并单设图书室负责图书的外借和阅览，由一工作人员兼管。1940年至1942年间，民教馆因中国抗日战争一度停办，藏书交由永康简易师范学校处理（校址设在寿山坑）。1943年民教馆复办，馆址设在舟山镇，永康简师的图书交还给民教馆。隔年，民教馆搬回城内，馆舍在西街的一个小祠堂。而在此期间的民国二十二年（1933年）十月十日，王亮熙（担任主任）、卢士希等人还曾创办永康县立图书馆（私立），馆址在山川坛小桥头卢埠祠堂。1945年，该馆合并入永康县民众教育馆。
1950年10月，永康县文化馆成立。当月以民众教育馆图书室的图书为基础，整合一些旧书，建立了馆办图书室。藏书的发展于1962年至1967年间进入快车道，藏书数量由千余册增加到万余册，收藏了当时国内出版的一些文学作品和外国的世界名著。1977年11月图书室配备专职管理员后，图书借阅工作步入正轨。

### 当代成立（1978年－1992年）
1978年1月17日，经中共永康县委宣传部批准，在文化馆图书室的基础上，永康县图书馆正式成立，与文化馆实行一套机构两块牌子。馆舍设在县文化馆内，占地60平方米，拥有一名工作人员和13,429册图书，每年经费3,320元。当时，浙江省文化厅非常重视县级图书馆的建设，奖励永康县图书馆开馆奖金3,400元。11月，永康县文化馆拆建，图书馆馆舍暂搬至县前巷东弄8号的三间平房内，12月4日对外开放。结果在1979年12月31日，隔壁的华溪大队房起火，火势虽未蔓延到图书馆，但图书馆被当做逃生通道，火灾过后馆内虽损失不大，但一片狼藉。1981年4月2日，馆内创刊《农村图书工作通讯》。1982年2月21日，图书馆四位工作人员开始分工工作，采编、外借、阅览、辅导各一人负责。当时，因馆舍地理位置偏僻且条件不好，读者工作陷入低谷。
5月18日，馆舍迁入胜利街1号的新馆舍，该馆舍由文化馆、图书馆、文管会三馆共用，6月20日（一说30日）新馆正式开放。当时图书馆分到馆舍200平方米。图书馆内设有外借书库、资料书库、农村书库、阅览室、采编室等，借书处设在阅览室。馆舍处于县城闹市区，毗邻电影院，因当时正流行电影与读书，馆内借阅空前盛兴。1984年6月21日，文化馆、图书馆、博物馆三馆财务各自单独核算，标志着图书馆的经济开始独立。1985年6月，图书馆和文管会合建党支部成立，程飞雄担任党支部书记，主持图书馆的工作，领导图书馆的第一任领导班子。同月24日永康县计委下达新馆舍基本建设计划通知书，新馆建设计划有了雏形。
1986年6月，馆内决定延长开放时间，实行半开架借阅。9月30日，求知路18号（求知路南侧）的新馆舍主楼动工兴建。次年2月4日竣工并交付使用。新馆占地面积356.4平方米，建筑面积1,295平方米，总投资达37.4万元。楼高5层，造型为梯式，采用钢筋混凝土结构。1988年9月10日全馆进入闭馆整理并准备搬迁，12月10日搬迁工作开始，12月30日正式开馆。至此，该馆拥有了自己的馆舍，成为金华地区县级图书馆里最早拥有独立馆舍的图书馆。次年，阅览室、借书处先后对外开放。新馆舍安排好规划布局后，将空余部分腾出，租给民间办学赚取经费；主楼前空地让民间搭平房办学，免费使用三年，三年后产权收回图书馆，这些民间学校也为刚建的图书馆吸引人气。1990年5月和12月，永康县图书馆团支部和馆务会先后成立。1991年4月9日授予该馆为浙江省“文明图书馆”称号，之后该称号一直得到保留。

### 现今发展（1992年至今）
1992年10月8日，永康县撤县设市，永康县图书馆改名为永康市图书馆。是年10月26日，美国加州“圣峪中华文化协会”资助六千美元，创办石柱镇下里溪村万册图书馆。1994年1月资料书库对外开放。是年10月13日，图书馆工会成立。12月，文化部首次对全国公共图书馆进行评估定级，永康市图书馆为国家三级图书馆。1997年4月，设立馆长办公室。1998年4月8日，文化部第二次对全国公共图书馆进行上等级考核，永康市图书馆从三级馆晋升为国家二级图书馆。5月3日，该馆从童宅东山村一村民处收集到北宋元祐年间的“敕书”并收藏，成为该馆现存古代文献之最。10月1日建立馆藏书目数据库，开始实现编目和流通管理的自动化。同月，该馆决定在图书馆界率先实行全面无偿服务，成为该馆历史上一次重大的改革和突破。12月，外借部安装监控系统，全开架借阅得而实行。
1999年2月28日，《丽州书林》创刊，后又停刊。5月在全市范围开展“捐款赠书、全民读书”活动，共收到赠书45,597册及捐款三万余元，藏书量从原来的8万册增加到12万册。2000年3月20日，原市长朱恒兴离任之际，向图书馆捐赠其图书320册。2001年3月15日，该馆通过社会资助，购入一辆面包车作图书流动服务之用，该馆因此成为金华的县级图书馆内第一家有车的图书馆。2002年5月20日，原市委书记楼国华离任之际，将图书600多册捐赠给图书馆。9月20日，浙江图书馆、永康市图书馆五金城科技分馆举行开馆仪式。十天后建成五金城分馆书目数据库，至此永康市图书馆所有藏书数据都进入电脑数据库，借阅电脑化管理真正形成。
2003年3月20日，图书馆开始计划筹建新馆，召开图书馆迁建用地论证会。7月15日，该馆少儿图书馆分馆正式开馆。10月9日，后吴村图书馆分馆开馆，属永康市图书馆首家村级分馆。12月26日举行了新馆方案论证会。2004年2月17日，该馆从宁波“天一阁”数码照相明代《永康县志》一部。8月份又复印了清《永康县志》刻本，明清两朝的该地方志在复印前国内仅4册。复印工程从4月份启动，历时5个月，共复印100套并发行。8月9日，永康市计划发展局下发《关于永康市图书馆迁建项目初步设计的批复》，同意永康市图书馆迁建，并为其办理了《投资许可证》。同年9月17日成立新图书馆基建小组，徐关元任组长。2005年8月19日时任市长批示，同意先拨款200万用于新馆开工。
2005年9月10日图书馆基建工程启动招标，最终南昌铁路建设工程有限公司中标。同月26日下午3时，新馆奠基仪式举行。2006年3月1日，原已停刊的内部刊物《丽州书林》季刊复刊。一个月后的4月7日，《丽州桥》信息特刊创刊，作为《丽州书林》的副刊。4月29日新图书馆大楼结顶，土建工程亦全面完工。2007年3月1日，图书馆进入新馆搬迁准备阶段。7月2日全面进入新馆搬迁工作。7月5日、20日、31日，新馆阅览室、外借部、少儿部分别对外开放，新馆正式启用。7月13日，施工单位同意提前交付使用。11月20日，永康市地方文献研究中心成立，永康市图书馆牵头。11月23日，新馆舍门牌号确定，为紫微中路138号。2011年5月14日至16日，中国图书馆学会阅读推广委员会2011年工作会议暨第五届“全民阅读论坛”在永康举行，永康市图书馆作为承办方参与。2018年9月，被文化和旅游部评定为国家一级图书馆。2019年5月9日，永康市图书馆在《永康日报》上发布招募公告，招募热心于图书馆事业发展的社会人士或读者3名，从而开展法人治理结构改革工作，成立永康市图书馆理事会。

## 馆舍
永康市图书馆原有馆舍坐落于求知路18号，1989年投入使用，总投资36万元，用地面积2,960平方米，建筑占地450平方米，建筑面积1,290平方米，离文化部要求的国家一级图书馆的“馆舍面积达到2,500平方米”的要求相差甚远。因此从1996年开始，每年当地的政协和人大上，都有人请求改扩建图书馆馆舍。2003年3月24日，永康市文化局向永康市人民政府呈递《关于永康图书馆新馆选址的请示》。8月1日，市人民政府办公室同意在紫微园以北地块新建图书馆。同年5月10日方案设计投标，确定由浙江安居建筑设计院进行方案的设计。馆舍土建之初就确定了装潢方案，从而避免二次装修带来的浪费。由于该地块为黄金地段，一度引起争议而导致新馆申报受阻。2004年5月申报重新启动后，9月8日公开招标，南昌铁路建设工程有限公司中标，承接工程建设。9月28日奠基仪式举行，11月2日正式开工。主楼工程完成于2006年12月25日。2007年8月1日，新馆舍正式对外开放。
永康市图书馆现有馆舍位于紫微中路138号，与紫微公园和永康市博物馆相邻，坐落于永康市中心，是永康市最大的现代文化建设工程之一，也是永康市的标志性建筑之一。主体工程总投资2,000万元。用地面积280平方米；建筑占地1980平方米；建筑面积8,453平方米。馆舍主要是南北两幢分体联建，中间使用钢结构玻璃采光顶连接，形成二楼的大中庭。外侧铺青灰色土面砖，配以连续的传统装饰窗套点缀，产生虚实交替之感。顶部有透光且含有立面光影的遮阳构架，形成时间的动态感和现代感。馆舍西大门正对紫薇路，具有设计和实用价值。上镶有“永康市图书馆”金字，系中共永康市委宣传部副部长陈为民所书。另设有北大门面朝桃源路，但馆舍落成之时桃源路尚未投入使用，故该大门启用时间晚于西大门。总体来看，馆舍具有实用价值而又经济，布局合理而考虑到环保观念，同时也注重美术设计，融合了永康的历史文化和经济特色。而建设新馆舍耗用的资金，为同期类似工程的三分之一到四分之一。
| 地上四层                                                  | 宣传推广部       | 办公室     | 副馆长室   | 馆长室     | 会议室       |
| 地上四层                                                  | 藏书者协会办公室 | 采编部     | 科普中心   | 陈亮研究会 | 资料室       |
| 地上三层                                                  | 休闲阅览室注一   | 自修室     | 基藏书库   | 地方文献部 | 未成年人网吧 |
| 地上二层                                                  | 报刊阅览室注二   | 外借区     | 外借区     | 紫薇书店   | 紫薇书店     |
| 地上一层                                                  | 少儿阅览区       | 培训区     | 报告厅     | 少儿外借区 | 少儿外借区   |
| 地下一层                                                  | 少儿文体活动中心 | 电子阅览室 | 电子阅览室 | 停车场     | 停车场       |
| 注一：兼盲人有声读物阅览室。 注二：兼政府信息公开查阅点。 |                  |            |            |            |              |

## 馆务馆藏

### 馆务概况
永康市图书馆年接待读者量超过5万人次，借阅数达12万册次。截止2019年8月，馆长为徐关元。永康市图书馆是永康市文化和广电旅游体育局的下属单位。

### 馆藏概况
永康市图书馆现有藏书45万册，年购书经费50万元，目前已经初步形成了文献信息资源的馆藏体系。永康市的私人藏书事业起步早、历史久，1998年成立的“永康市藏书者协会”则保障其专业性，使其趋于成熟、继续发展壮大；永康市图书馆关心参与其中，并为其建立“专藏”。地方文献则是该馆的特色之一，该馆早在1998年5月便成立了一支地方文献业余征集员队伍，形成地方文献征集网，为日后的发展打下了坚实基础。截止2019年5月，地方文献中心征集了家谱1,500册，其他地方文献2,600余册。地方文献中的方志和家谱，则是该馆的“镇馆之宝”，也是所有地方文献中查阅量最大的。

### 读者工作
| 夏令时 | 周二至周六 | 上午 | 8:30－11:30  |
| 夏令时 | 周二至周六 | 下午 | 14:00－17:30 |
| 夏令时 | 周二至周六 | 晚上 | 18:30－20:30 |
| 夏令时 | 周日至周一 | 上午 | 8:30－11:30  |
| 夏令时 | 周日至周一 | 下午 | 14:00－17:30 |
| 夏令时 | 周日至周一 | 晚上 | 不开放       |
| 冬令时 | 周二至周六 | 上午 | 8:30－11:30  |
| 冬令时 | 周二至周六 | 下午 | 13:30－17:00 |
| 冬令时 | 周二至周六 | 晚上 | 18:30－20:30 |
| 冬令时 | 周日至周一 | 上午 | 8:30－11:30  |
| 冬令时 | 周日至周一 | 下午 | 13:30－17:00 |
| 冬令时 | 周日至周一 | 晚上 | 不开放       |

在该馆馆史上，读者工作于1998年有过一次重大改革：借书、阅览、咨询等无偿服务；实现流通管理自动化和全开架借阅；增加最多借阅册数和每周开放时长；无须任何证件即可任意阅览。在该馆办理借书证需凭借居民身份证办理并缴纳押金。若退证，则押金一并退还。若丢失借书证，想要补证，每年可免费补证一次，之后需支付工本费5元。借书证分为两种，分别为“外借部借书证”和“儿童馆借书证”，前者针对成人图书，押金100元；后者针对未成年人图书，押金50元。前者每次限借2册，后者每次限借3册，借阅期限为30天。可续借一次图书，续借期为30天。亦可预约借书，每次最多可预约2册图书。2018年5月，永康市图书馆对接入“浙江省公共图书馆信用服务平台”，若芝麻信用分达到550分，就可凭身份证在全省任何公共图书馆借书，无需押金和另外办理借书证。

### 科技和信息服务
1995年，永康市成立了中国最大的五金集散地——中国科技五金城。永康市图书馆审时度势，于1996年10月26日创建五金城科技图书馆，馆舍由永康五金城无偿提供，馆藏主要是自然科学图书。该馆和浙江图书馆联合运营，目前名称为中国五金科技图书馆。2007年新馆开放后，永康市图书馆又联合永康市科学技术协会，前者提供场所、后者出资，建立了永康市科普中心，并设立长效机制；之后又向浙江省财政厅争取到创建经费30万元。
该馆在软硬件上发展起步较早，从1998年开始，当时从管理软件到现代化设备都已有所部署。当时还引入图书磁条防盗系统，从而使开架借阅成为可能。1999年电子阅览室开设，至2002年9月共有电脑56台，通过一条5.4K的拨号上网线路连向外界。2004年时，图书馆注册域名并开通网站，实现网上服务。2008年5月新馆投入使用后，改用100M光纤连接互联网。后更新管理系统，并借助现代化设施加强实施文化部和财政部发起的“文化信息资源共享工程文化信息资源共享工程”。目前，永康市图书馆正在利用信息技术，大力发展“互联网+阅读”，通过网络服务平台开展阅读和推广服务。

### 分馆和三级服务网
永康市最早的乡镇图书馆分馆可追溯至1980年3月，唐先公社创办的社办图书馆，成为金华地区公社办馆的代表。1983年5月新店乡成立永康县第一个乡、村联办图书室后，县内提出奖励措施，各文化站的乡、村联办图书室藏书过千者可领到300元奖金。在这项措施的推动下，全县图书室数量超过400个，藏书数量超过16万册。然而到了1993年，随着行政区划的变动，导致各地图书馆室的搬迁，乡镇村图书馆室已不及60个，藏书总量下降到6万册。1993年5月，古丽镇成立永康市第一个镇办图书馆。后来，各乡镇街道在市图书馆的帮助下，陆续建立起乡镇图书馆，这些分馆的软硬件设施都经过省、地市级的审查和考核。这些乡镇图书馆到2001年和2002年已经因读者量少而名存实亡，于是该馆在这年便开始着手三级图书馆服务网的建设。三级，即市、镇、村三级。这个服务网以永康市图书馆为服务中心、乡镇图书馆为支柱、村寨为流通服务点。该工作获得《中国文化报》的报道，并获得当地政府的专门拨款，开创农村图书管理员享受国家工资补贴待遇的先河。
2006年底，永康市图书馆的职工曾自发创建过一个“紫薇书屋”，书屋设在临近图书馆的紫薇公园内，不设置专职管理员，图书借阅等全靠读者自觉，读者也可寄存或捐献图书至此。结果半年后，图书反而从200多册增加到1,200多册。时任中共永康市委宣传部部长周侃认为，这种“紫薇书屋现象”应该作为城市文明的一个课题进行调研。2018年9月4日，永康市首个自助图书馆开馆，名为“悦读吧”，坐落于永康市龙川中路220号。其面积约300平方米，藏书量达2万册，也是永康市图书馆的一座分馆。截止2019年8月31日，这也是永康市的唯一一家自助图书馆，当时的读者容量已经接近饱和，并因有人占座等问题一度遭到过投诉。馆长徐关元回应称，将建设更多的“悦读吧”。2019年7月《永康日报》的新闻则报道称，苏溪湿地公园内即将开放“都市外滩漫读馆”，它也是永康市图书馆的分馆。

### 馆内活动
截止2019年4月，永康市图书馆已经和中共永康市委宣传部合办了五届“永康市全民阅读节”，该活动每年一届，旨在推广阅读和加强“书香永康”的建设，永康市图书馆作为承办单位。此外，借助于当地的历史文化，图书馆还开展了诸如“西津人文大讲堂”等活动项目，成立了“地方文献研究中心”、“陈亮研究会”、“永康市乡土文化讲师团”等机构组织，从而挖掘、收集和整理当地的传统文化。永康市图书馆还和政府部门开展其他的阅读推广活动、讲座、图片展，每年数量近百场，并在馆内设置政府信息公开查阅点。2018年4月23日是世界图书与版权日，永康市图书馆联合永康市新华书店举办了精品图书展，并开展了“你选书，我买单”活动。持永康市图书馆借书证，可到永康市新华书店挑选总价不超过100元的图书，交由新华书店服务台登记，若图书馆无此书即可借阅。
针对青少年和未成年人，馆内开展了“未成年人读书节”，至2018年9月已举办13届。在未成年人读书节中，该馆成立了“永康市图书馆小义工”团队、“一对一帮读小组”等，同时通过与单位和个人合作来寻求经费。馆内还开设了“青少年爱科学教育基地”、“学生课外阅读基地”等项目，并专门开设了一家“未成年人网吧”。该网吧配备有适合青少年使用的桌椅，电脑内置有迎合未成年人学习生活需要的健康内容，未成年人凭校徽或学生证可免费上网一小时，并与一些教育企业合作以获得运营经费。

## 延伸阅读
- 徐关元. 王宗义. . 图书馆论坛. 2010, 30 (6).